# Combeinteignhead
Combeinteignhead är en by i civil parish Haccombe with Combe, i distriktet Teignbridge, i grevskapet Devon i England. Byn är belägen 21 km från Exeter. Combe in Teignhead var en civil parish fram till 1885 när blev den en del av Haccombe with Combe och Stokeinteignhead. Civil parish hade 423 invånare år 1881. Byn nämndes i Domedagsboken (Domesday Book) år 1086, och kallades då Cumbe/Comba.